# Боровинская
Боровинская — деревня в Шенкурском районе Архангельской области. Входит в состав муниципального образования «Никольское».

## География
Деревня расположена в южной части Архангельской области, в таёжной зоне, в пределах северной части Русской равнины, в 34 километрах на запад от города Шенкурска, на правом берегу реки Тарня, притока реки Ледь. Ближайшие населённые пункты: на юго-западе деревня Анисимовская, на северо-востоке деревня Пакшинская.
Часовой пояс
Боровинская, как и вся Архангельская область, находится в часовой зоне МСК (московское время). Смещение применяемого времени относительно UTC составляет +3:00.

## Население
| 2002 | 2010 | 2012 |
| ---- | ---- | ---- |
| 4    | ↘1   | →1   |

## История
До момента образования Тарнянской волости в 1897 году деревня входила в состав Великониколаевской волости Шенкурского уезда.
В «Списке населенных мест Архангельской губернии к 1905 году» деревня Боровинская насчитывает 11 дворов, 36 мужчин и 40 женщин.  В административном отношении деревня входила в состав Тарнянского сельского общества Тарнянской волости.
На 1 мая 1922 года в поселении 13 дворов, 28 мужчин и 37 женщин.
С 2006 года по 2012 год деревня входила в состав Тарнянского сельского поселения.